# 朝日ケ丘 (千葉市)
朝日ケ丘（あさひがおか）は、千葉県千葉市花見川区の地名。現行行政地名は朝日ケ丘一丁目から朝日ケ丘五丁目。郵便番号は262-0019。面積は0.93km2。
電話番号は043-211～213・271～276・296～299・350・351が使われている。

## 地理
にれの木台団地など住宅地として整備されている。

## 世帯数と人口
2020年（令和2年）6月30日現在の世帯数と人口は以下の通りである。
| 町丁             | 世帯数    | 人口    |
| ---------------- | --------- | ------- |
| 朝日ケ丘町一丁目 | 618世帯   | 1,369人 |
| 朝日ケ丘町二丁目 | 1,508世帯 | 3,085人 |
| 朝日ケ丘町三丁目 | 1,302世帯 | 2,874人 |
| 朝日ケ丘町四丁目 | 1,108世帯 | 2,480人 |
| 朝日ケ丘町五丁目 | 614世帯   | 1,402人 |

## 小・中学校の学区
市立小・中学校に通う場合、学区は以下の通りとなる。
| 番地                          | 小学校                                    | 中学校                                    |
| ----------------------------- | ----------------------------------------- | ----------------------------------------- |
| 朝日ケ丘一丁目 朝日ケ丘二丁目 | 千葉市立畑小学校 千葉市立朝日ケ丘小学校   | 千葉市立花園中学校 千葉市立朝日ケ丘中学校 |
| 朝日ケ丘三丁目                | 千葉市立花園小学校 千葉市立朝日ケ丘小学校 | 千葉市立花園中学校 千葉市立朝日ケ丘中学校 |
| 朝日ケ丘四丁目                | 千葉市立花園小学校                        | 千葉市立花園中学校                        |
| 朝日ケ丘五丁目                | 千葉市立畑小学校                          | 千葉市立花園中学校                        |

## 交通

### 鉄道
町内に鉄道駅はない。

### 道路
千葉県道72号穴川天戸線が通過している。

## 施設
- 千葉市立朝日ケ丘小学校
- 千葉市立朝日ケ丘中学校
- 都市再生機構にれの木台団地管理サービス事務所
- 千葉朝日ヶ丘郵便局
- 千葉市役所 朝日ヶ丘公民館図書室